# Herba de Sant Jaume
L'Herba de Sant Jaume (Jacobaea vulgaris) és una espècie de planta de flor silvestre molt corrent de la família Asteraceae que es troba distribuïda per tot Europa, normalment en espais oberts i en terrenys amb cert grau d'humitat, bé drenats.
La pol·linització l'efectua una àmplia gamma d'abelles, mosques, arnes i papallones. En una estació, una planta pot produir 2.000 a 2.500 flors grogues en 20 a 60 espècies, de remati pla corimbes. Amb aquestes xifres, les quantitats de llavors que es produeixen pot ser tan gran com 75.000 a 200.000, encara que en la seva espècie nativa en Euràsia molt poques d'aquestes donarien lloc a plantes noves i la investigació ha demostrat que les llavors no viatgen una gran distància de la planta progenitora.

## Morfologia
Senecio jacobaea és una planta herbàcia perenne. Els plançons són alçats, rectes, tenen uns pocs pèls, i aconsegueixen una altura de 0.3 a 2.0 metres.
Les fulles són lobulades pinnades i el lòbul de l'extrem està embotat. En anglès té molts noms que inclouen la paraula "que empudega" (fart), és a causa de l'olor desagradable de les seves fulles.
Les flors són hermafrodites d'un diàmetre d'1.5 a 2.5 centímetres, rematat plànol i es presenten en raïms densos, els floretes (falsos pètals) són de color groc brillant. Té un període de floració llarg al durar a partir de juny fins a novembre.

## Distribució
L'Herba de Sant Jaume es pot trobar al llarg dels marges dels camins, en terrenys incults, i creix en totes les zones fresques i de precipitacions relativament abundants. A Espanya es troba en marges de corrents d'aigua i en pastures humides.
L'herba de Sant Jaume és nativa del continent euroasiàtic. A Europa es desenvolupa extensament, des d'Escandinàvia al mediterrani. A Gran Bretanya la hi considera com mala herba. En els Estats Units s'ha introduït, i està present principalment en els estats del nord, de l'oest i del nord: Califòrnia, Idaho, Illinois, Maine, Massachusetts, Michigan, Montana, Nova Jersey, Nova York, Oregon, Pennsilvània, i Washington.
En Sud-amèrica es troba a l'Argentina. En el nord d'Àfrica, i en el continent asiàtic en l'Índia i en Sibèria. Àmpliament distribuïda com mala herba a Nova Zelanda i Austràlia. En molts estats australians l'Herba de Sant Jaume s'ha declarat com mala herba nociva. Aquests estats exigeixen al propietari del terreny erradicar-la, per llei.

## Ecologia

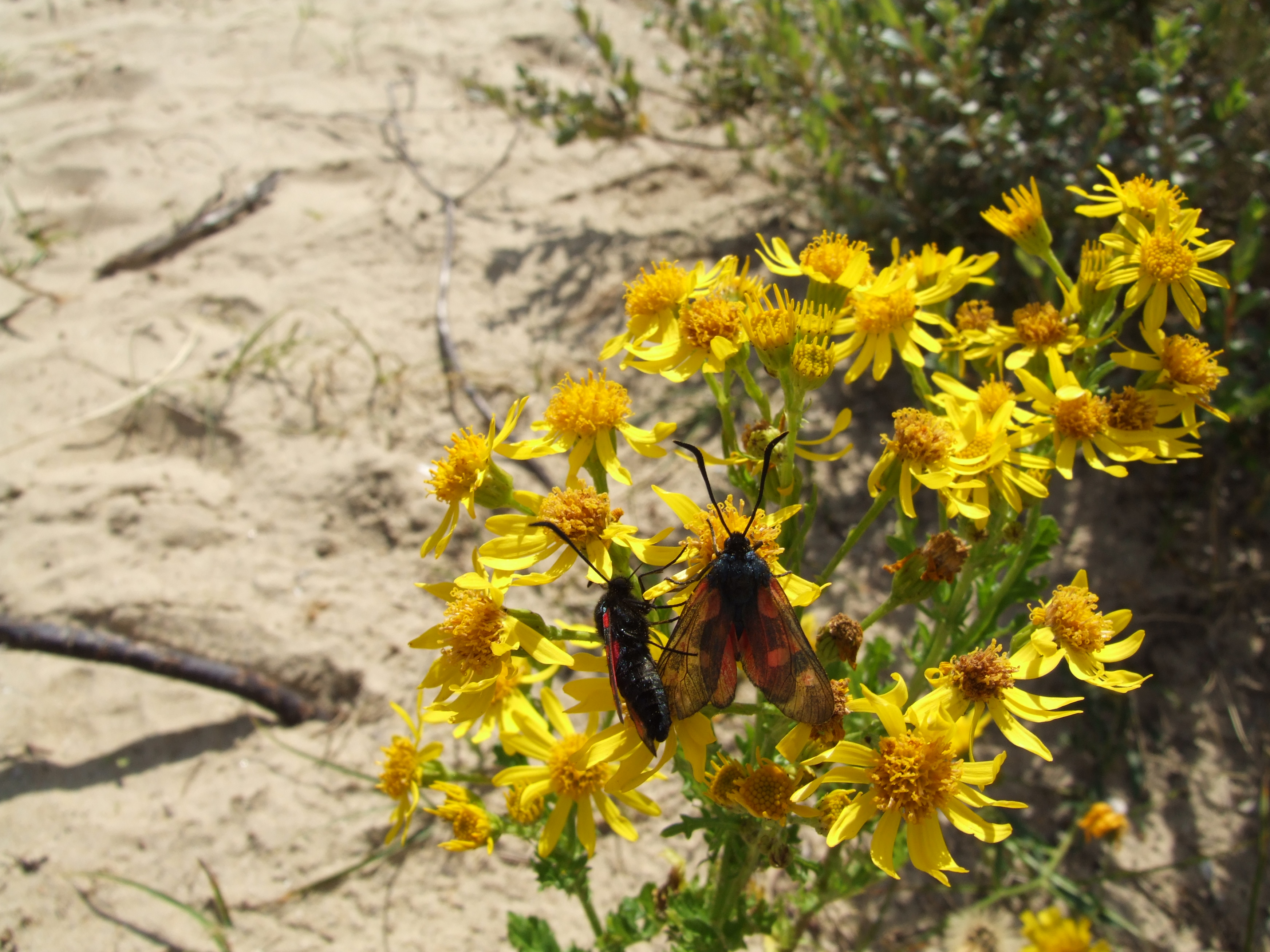
Jacobaea vulgaris

L'Herba de Sant Jaume és l'aliment de les larves de Cochylis atricapitana, Phycitodes maritima, i Phycitodes saxicolais. L'Herba de Sant Jaume és coneguda per ser l'aliment de les eruges de l'arna cinabri (Tyria jacobaeae).
Les larves absorbeixen els alcaloides de la planta, que resulten repugnants als depredadors, cosa que adverteixen amb el contast de colors negre i groc. El vermell i negre, que llueix l'arna adulta d'activitat diürna, també alerta molts dels seus depredadors potencials.
L'Herba de Sant Jaume és la planta hoste de Longitarsus ganglbaueri.